# چراگاه امیر
چراگاه امیر یا چَرَک دمیر کندی ، روستایی از توابع بخش مرکزی شهرستان مرند در استان آذربایجان شرقی ایران است.

## جمعیت
این روستا در دهستان هرزندات غربی قرار دارد و براساس سرشماری مرکز آمار ایران در سال ۱۳۸۵، جمعیت آن زیر سه خانوار بوده‌است.